# Карађорђев парк
Карађорђев парк је аутентично историјско место логора главне устаничке војске и војничког гробља ослободилаца Београда под Карађорђем 1806. године. Споменик који је на овом гробљу подигао кнез Александар Карађорђевић 1848. године, први је споменик у Београду подигнут у славу једном историјском догађају, истовремено и први јавни споменик.
Терен парка са гробљем и спомеником једино је место са очуваним аутентичним материјалним остацима који документују боравак устаничке војске у Београду и евоцирају успомену на освајање Београда 1806. године. Последње остатке устаничког гробља, које се налазило на великом делу парка, представљају дванаест надгробних споменика на гробовима устаника, постављених у низ приликом уређења парка. Ови споменици са стилизованим крстовима и цик-цак линијама слични су сеоским надгробним споменицима на београдском подручју из тог периода. Споменик из 1848. године скроман је по облику и декорацији. Висине је 547 cm. Израђен је од жућкастог камена и обложен вештачким каменом. На мермерним плочама са стране исписан је текст посвете и текст о обнови споменика 1889. године.
Карађорђев парк је аутентично историјско место логора главне устаничке војске и војничког гробља ослободилаца Београда под Карађорђем 1806. године. Од устаничког гробља, које се налазило на великом делу парка, остало је дванаест надгробних споменика, постављених у низ приликом уређења парка. Ови споменици са стилизованим крстовима слични су сеоским надгробним споменицима на београдском подручју из тог периода.

## Опис
Споменик је озидан од камених тесаника и обложен вештачким каменом. Изведен је, у духу неокласицизма. У подножју је тростепени постамент који носи кубичну форму са инскрипцијама на мермеру, на све четири стране. Завршни део у угловима има правоугаоне испусте са грбом Србије, док је на врху постављен крст са натписом са предње и задње стране: 1806. година. Меморијал има двојну верско-националну симболику и представља један од првих јавних споменика подигнутих у Београду и Србији. Облик и функција меморијала води порекло од јавних верских споменика подизаних у областима Хабсбуршке монархије, под јурисдикцијом Карловачке митрополије.
На све четири стране споменика постављене су мермерне плоче са уклесаним натписом који тече континуирано: Александеръ Карађорђевићъ князъ Србскiи 1848 у славу и честъ Србъ юнацима за отечество храбро изгинувшимъ 1806 године подиже споменикъ оваи. Накнадно је додата плоча са инскрипцијом, посвећена обнови споменика: Обновљен за владе Краља Александра Обреновића V.

## Историја
Устаници који су у Првом српском устанку боравили на Врачару и изгинули током борби против Турака од 30. новембра 1806. до почетка 1807. године, сахрањени су на том простору, изузев Васе Чарапића.
Кнез Александар Карађорђевић подигао је 1848. на том војничком гробљу споменик с натписом: „У славу и част срб-јунацима за отечество храбро изгинувшим 1806. године подиже споменик овди." На самом врху споменика налази се крст са годином 1806. и текст из кога се сазнаје да је обновљен 1889. године, за време владавине краља Александра Обреновића. То је уједно и први јавни споменик подигнут у Београду.
Недалеко од њега налази се 12 надгробних плоча постављених на гробовима устаника. У оквиру Карађорђевог парка распоређени су и споменици Трећепозивцима из 1923. године, аутора Стаменка Ђурђевића, споменик Ламартину, аутора Лојза Долинара, споменик Интернационалним бригадама формираним у Шпанији.
Парк се почео формирати после подизања споменика, а знатно је проширен 1903. и 1904. године, када је направљен вењак који и данас постоји на малој узвишици. Пред Други светски рат у парку је направљено склониште, у којем су 6. априла 1941. године, за време немачког бомбардовања, нашла смрт 192 недужна Београђанина. Камена плоча на том месту подсећа на трагичан догађај.
У непосредној близини парка налази се подземна железничка станица Карађорђев парк која опслужује градску (БГ воз) и приградску (Беовоз) железницу.

### Базен у парку
Између споменика трећепозивцима и устаницима, у средишњем делу парка, налази се бели приземни објекат који користи ЈКП Зеленило Београд, са великим поплочаним платоом испред њега. Ова кућа раније је била намењена за окупљање пионирског одреда, а испред ње се налазио базен, који је приликом реконструкције парка 2003. године затрпан и поплочан.
Парк је те 2003. године комплетно реконструисан. Поред 22 врсте лишћарског дрвећа, 4 врсте четинара, ту су и 34 врсте шибља.
Планирано је да се формира павиљон Моме Капора у Карађорђевом парку у оквиру којег би била галерија и легат.

## Галерија
- Споменик српским војницима погинулим током одбране Београда у Првом светском рату
- Споменик песнику Ламартину, пророку југословенског уједињења
- Споменик Интернационалним бригадама које су учествовале у грађанском рату у Шпанији